# 마릴레이디 파울리노
마릴레이디 파울리노(스페인어: Marileidy Paulino, 1996년 10월 25일~)는 도미니카 공화국의 육상 선수로 주 종목은 단거리이다. 2020년 하계 올림픽에서 여자 400m 은메달을 획득하여 올림픽 육상 개인 메달을 획득한 최초의 도미니카 공화국 여자 선수가 되었다. 그 후 2024년 하계 올림픽에서 여자 400m 금메달을 획득하여 올림픽 금메달을 획득한 역대 3번째 도미니카 공화국 선수가 되었다. 또한 세계 육상 선수권 대회에서 금메달 2개(2022 1600m 혼성 계주, 2023 400m)와 은메달 1개를 획득했다.